# Индийски гавиал
Индийски гавиал (Gavialis gangeticus) е вид крокодил, единствен съвременен представител на семейство Гавиалови.

## Разпространение
Историческият ареал на разпространение на индийския гавиал включва сборните басейни на реките Инд, Ганг и Иравади. Местообитанията на крокодила представляват едва 2% от този исторически обхват.
- В Индия малки популации обитават реките на животинските светилища в Утар Прадеш и река Маханади, където вероятно не се размножава.[2]
- В Непал съществуват малки популации, които бавно възстановяват своята численост. Обитават притоци на Ганг като тези в националните паркове Читван и Бардия.[3][4]

Видът е изчезнал от река Инд в Пакистан и от Брахмапутра в Бангладеш и Бутан. Изчезнал е и от Иравади в Мианмар. Той е симпатричен вид с Индийския крокодил, а в миналото и със Соленоводния крокодил в района на делтата на Иравади.

## Анатомия и морфология
Муцуната на гавиалите е дълга и тънка, а дължината ѝ превишава ширината от 3 – 5,5 пъти. Предният край на муцуната е силно разширен, като при мъжките екземпляри на него е разположено своеобразно образувание, което прилича на индийския глинен съд ghara. Оттук произлиза и наименованието на този род крокодили (гавиал е изменено „gharial“). Зъбите на гавиалите са дълги, тънки и остри. Броят им е не по-малко от 27 на горната и 24 на долната челюсти. Разположени са почти косо – с върха напред и встрани. Скулната кост не е голяма, както е при другите съвременни крокодили.
Гавиаловите достигат дължина до 6,6 m. Окраската на гърба е кафяво-зелена, а на коремната страна е жълто-зелена.

## Хранене
Въпреки че основната храна на гавиалите е рибата, която улавят със странични движения на главата, те се хранят също с птици и дребни бозайници. Ядат и трупове, включително човешки, които индийците по старинен обичай погребват във водите на свещената река Ганг. За живите хора те не са опасни, въпреки огромните си размери.

## Размножаване
Женските индивиди достигат полова зрялост при дължина 3 m, на около 10-годишна възраст. Самецът има харем от няколко женски и го пази от другите мъжкари. Брачният период продължава от януари до февруари. През размножителния период (март – май), който съвпада със засушаването, самките заравят в крайречните пясъчни плитчини повече от 40 яйца. Всяко яйце тежи до 160 g – повече отколкото при другите крокодили. Самката се връща при люпилото всяка нощ. Те се излюпват след 60 – 80 дневен инкубационен период. За разлика от другите видове, майката не пренася малките във водата, тъй като челюстите ѝ не са приспособени за това, но продължава да се грижи за тях в продължение на няколко седмици.

## Заплахи за вида и опазване
Гавиалът се счита за един от най-редките видове крокодили и е включен в Световна червена книга като критично застрашен вид.
През 1970 г. той е бил на границата на изчезване поради намаляване на местообитанията, рибните запаси и изтребване. Яйцата се събират за медицински цели, а самците са обект на лов, тъй като считат израстъка на носа им за афродизиак. В Индия са разработени програми за събирането на яйцата на гавиалите и отглеждането им в т.нар. „крокодилски ферми". Първата група животни, отгледани по този начин, е била пусната в природата през 1981 г. През 1975 г. популацията на гавиалите е била едва 70 индивида, но е нараснала на 1500. От 40 млади животни в природата до полова зрялост достига само един.